# Sylwia Matysik
Sylwia Matysik (Wolsztyn, 20 maggio 1997) è una calciatrice polacca, difensore del Colonia e della nazionale polacca.

## Statistiche

### Presenze e reti nei club
Statistiche (parziali) aggiornate al 17 maggio 2025.
| Stagione                | Squadra                 | Campionato              | Campionato | Campionato | Coppe nazionali | Coppe nazionali | Coppe nazionali | Coppe continentali | Coppe continentali | Coppe continentali | Altre coppe | Altre coppe | Altre coppe | Totale | Totale |
| Stagione                | Squadra                 | Comp                    | Pres       | Reti       | Comp            | Pres            | Reti            | Comp               | Pres               | Reti               | Comp        | Pres        | Reti        | Pres   | Reti   |
| ----------------------- | ----------------------- | ----------------------- | ---------- | ---------- | --------------- | --------------- | --------------- | ------------------ | ------------------ | ------------------ | ----------- | ----------- | ----------- | ------ | ------ |
| 2017-2018               | Górnik Łęczna           | EK                      | ?          | ?          | CP              | ?               | ?               | -                  | -                  | -                  | -           | -           | -           | ?      | ?      |
| 2018-2019               | Górnik Łęczna           | EK                      | ?          | ?          | CP              | ?               | ?               | -                  | -                  | -                  | -           | -           | -           | ?      | ?      |
| 2019-2020               | Górnik Łęczna           | EK                      | ?          | ?          | CP              | ?               | ?               | -                  | -                  | -                  | -           | -           | -           | ?      | ?      |
| Totale Górnik Łęczna    | Totale Górnik Łęczna    | Totale Górnik Łęczna    | 64         | 21         | -               | ?               | ?               | -                  | -                  | -                  | -           | -           | -           | 64+    | 21+    |
| 2020-2021               | Bayer Leverkusen        | FB                      | 13         | 0          | CG              | -               | -               | -                  | -                  | -                  | -           | -           | -           | 13     | 0      |
| 2021-2022               | Bayer Leverkusen        | FB                      | 15         | 0          | CG              | 3               | 0               | -                  | -                  | -                  | -           | -           | -           | 18     | 0      |
| 2022-2023               | Bayer Leverkusen        | FB                      | 13         | 0          | CG              | 1               | 0               | -                  | -                  | -                  | -           | -           | -           | 14     | 0      |
| 2023-2024               | Bayer Leverkusen        | FB                      | 19         | 1          | CG              | 2               | 0               | -                  | -                  | -                  | -           | -           | -           | 21     | 1      |
| Totale Bayer Leverkusen | Totale Bayer Leverkusen | Totale Bayer Leverkusen | 60         | 1          | -               | 6               | 0               | -                  | -                  | -                  | -           | -           | -           | 66     | 1      |
| 2024-2025               | Colonia                 | FB                      | 15         | 0          | CG              | 1               | 0               | -                  | -                  | -                  | -           | -           | -           | 16     | 0      |
| 2025-2026               | Colonia                 | FB                      | -          | -          | CG              | -               | -               | -                  | -                  | -                  | -           | -           | -           | -      | -      |
| Totale Colonia          | Totale Colonia          | Totale Colonia          | 15         | 0          | -               | 1               | 0               | -                  | -                  | -                  | -           | -           | -           | 16     | 0      |
| Totale carriera         | Totale carriera         | Totale carriera         | 139        | 22         | -               | 7+              | 0+              | -                  | -                  | -                  | -           | -           | -           | 146+   | 22+    |